# René Herse
René Louis Théodore Herse (* 4. Januar 1908 in Le Chesnay oder Caen; † 12. Mai 1976) war ein französischer Fahrradhersteller. Er wurde als Haute-Couture-Rahmenbauer bekannt.

## Biographie

### Erste Berufsjahre
René Herse stammte aus einfachen Verhältnissen und wurde mit sechs Jahren Vollwaise, nachdem sein Vater im Ersten Weltkrieg gefallen war. Er wuchs bei seinen Großeltern auf. Wahrscheinlich – so die Annahme seiner Tochter Lyli – begann er im Alter von zehn Jahren im Stahlwerk von Caen zu arbeiten. Dort lernte er auch seine spätere Frau Marcelle kennen, die er 1926 oder 1927 heiratete; sie bekamen eine Tochter, Lyli, die später eine erfolgreiche Radrennfahrerin wurde. Die Eheleute waren begeisterte Radfahrer und machten oftmals Radtouren auf einem Tandem an den Wochenenden, selbst als Marcelle Herse schwanger war. 1932 nahmen sie an einem 200 Kilometer langen Brevet des Audax Club Parisien (ACP) teil, wo sie Mitglieder waren wie bei den Tandemistes Parisiens.
Kurz nach der Geburt des Mädchens im Jahre 1927 zog die Familie nach Paris, wo Herse eine Tätigkeit beim Flugzeughersteller Ateliers d’Aviation Louis Breguet aufnahm. Er arbeitete dort als Präzisionsmechaniker und war für die passgenaue Herstellung von Einzelteilen für Prototypen zuständig. Dabei erwarb er Fähigkeiten und Erfahrungen, die ihm später beim Herstellen von Fahrrädern zugutekamen. Noch während er für Breguet arbeitete, half er an den Wochenende beim Fahrradkonstrukteur Narcisse Manevitch aus, wo er auch ein Rad für seine Tochter baute, bis er 1937 entschied, aus dem Hobby seinen Beruf zu machen.
1938 fuhr Herse bei den Technical Trials, einem „Produkttest“ für Räder über 700 Kilometer, ein Fahrrad seines Freundes Narcisse, das mit seinen eigenen leichten, aus Aluminium hergestellten Komponenten (Pedale, Kettenblättern, Vorbau und weitere) versehen war, und auf große Aufmerksamkeit in der Fachwelt stieß. Es war das bis dahin leichteste Tourenrad auf dem Markt.

### Eigene Werkstatt in Paris
Im Jahr darauf eröffnete Herse seine erste eigene Werkstatt, 1940 schon vergrößerte er sein Geschäft und zog in Räumlichkeiten, die zuvor einem jüdischen Inhaber gehört hatten, der vor den Deutschen geflohen war. Zudem stellte er seinen ersten Mitarbeiter ein, wenig später kam auch seine Frau dazu. Narcisse Manevitch hingegen, der jüdischer Herkunft war, schloss sein Geschäft und verließ Paris in Richtung Vichy, auch ein weiterer bekannter Fahrradbauer, der Italiener Nicola Barra, gab sein Geschäft auf.
Zunächst baute René Herse keine Rahmen, sondern bestückte solche, die ihm Kunden brachten, mit seinen Komponenten, lackierte sie neu und versah sie mit seinem Namen; erst ab 1941 gab es von Herse gebaute Rahmen. Eine Spezialität war der maßgerechte Bau von Tandems. Während der Besetzung durch die deutsche Wehrmacht fanden die Komponenten auf dem Schwarzmarkt Absatz. Herse, der es vermeiden wollte, von den Deutschen wegen seiner besonderen Fähigkeiten zur Zwangsarbeit herangezogen zu werden, ließ einen Arzt ein Ekzem in seinem Gesicht hervorrufen. Seine Tochter berichtete später, das diese Maßnahme gewirkt habe, es aber anschließend ein Jahr lang gedauert habe, bis es wieder verschwunden war.
Obwohl Krieg und Mangel herrschten, erwarben zahlreiche Radfahrer, vor allem Mitglieder von Tourenvereinen, Räder von Herse, der als „Vater der Randonneur-Räder“ gilt. Da Benzin rationiert war, verschwanden die Autos von Zivilisten von den Pariser Straßen, und ein Rad von Herse bot nicht nur die Möglichkeit des Transportes, sondern fungierte auch als eine neue Art von Statussymbol. Das Geschäft blühte, und 1943 beschäftigte Herse inzwischen fünf Mitarbeiter. An Sonntagen fuhr die Familie mit Freunden des ACP auf Radtour, und Herse baute für diesen Zweck ein Familien-Triplett. Noch während des Krieges konnten auf Herse-Rädern zahlreiche Siege errungen werden, so etwa beim Criterium de Paris und beim Poly de Chanteloup; auch wurden auf Herse-Tandems Rekorde aufgestellt.
1946 erschien der erste Katalog des Unternehmens, und Herse war in den folgenden Jahren auf Messen und Ausstellungen vertreten. René Herse entwickelte ein neues, prägnanteres Logo, und eine neue Silhouette der Räder, die in den kommenden 30 Jahre nicht verändert werden sollte. Ab 1944 veranstaltete er zudem jährlich den Coupe Herse für Jedermänner. 1947 lieferte er 339, und im Jahr darauf 320 Fahrräder aus, damit war seine Werkstatt mit mittlerweile sechs Mitarbeitern ausgelastet. Er entwickelte das Design seiner Produkte ständig weiter, und ab den 1950er Jahren galten die von ihm gebauten Räder als „the very best available“.

### Spätere Jahre
Ende der 1940er Jahre wurden der Renault 4CV und der Citroën 2CV (Ente) vorgestellt, die ersten Automobile, die auch für den Mittelstand erschwinglich waren. In der Folge ging die Nachfrage nach den Rädern von Herse stark zurück, so dass er schließlich im Jahr 1956 nur noch einen einzigen Mitarbeiter beschäftigen konnte, auch wenn er inzwischen Räder in die Vereinigten Staaten und nach Großbritannien und später nach Japan lieferte. Auch hatte er prominente Kunden wie den belgischen Radsportler Albéric Schotte, der auf einem Herse-Rahmen Paris–Tours gewann, sowie die Franzosen Louison Bobet und Guy Lapébie. Der Herse-Rahmen, den Bobet im Jahre 1959 fuhr und damit Bordeaux–Paris gewann, ist heute im Musée Louison Bobet in Saint-Méen-le-Grand ausgestellt. Anfang der 1960er Jahre bekam Herse den Auftrag, das französische Amateur-Team Fontenay-Sportif mit Rädern auszustatten, mit denen die Mannschaft die Internationale Friedensfahrt 1963 bestritt. Der Fahrer Jean-Pierre Genet gewann dabei eine Etappe.
Inzwischen hatte Herses Tochter Lyli erfolgreich ihre Radsportkarriere verfolgt, die sie aber 1967 aufgab, weil ihr Vater gesundheitliche Probleme bekam. 1968 gründete sie ein eigenes Frauen-Radsportteam, zu dem prominente Fahrerinnen wie Geneviève Gambillon gehörten, und Lyli Herse trainierte die Sportlerinnen persönlich, trotz Widerstandes des französischen Radsportverbandes FFC. Die Fahrerin Danièle Piton berichtete in späteren Jahren: „On my Herse, I was at home. I later rode other bikes, but they did not compare. The Herse was really something else.“ („Auf meinem Herse fühlte ich mich zuhause. Später fuhr ich auf anderen Rädern, aber das war kein Vergleich. Das Herse war wirklich etwas besonderes.“)
René Herse fiel am 2. Februar 1976 in Folge eines Schlaganfalls ins Koma und starb am 12. Mai des Jahres im Alter von 68 Jahren.
Zunächst übernahm seine Frau Marcelle das Geschäft, dann seine Tochter Lyli. 1979 zog das Unternehmen nach Asnières-sur-Seine um, und Lyli Herse heiratete den langjährigen Rahmenbauer der Firma, Jean Desbois. Zu dieser Zeit wurden jährlich 50 bis 75 Räder gebaut; Käufer mussten rund acht Monate auf ihr Rad warten. 1986 wurde das Geschäft aus Alters- und Gesundheitsgründen geschlossen. In 48 Jahren wurden insgesamt rund 5000 bis 6000 Räder von Herse gebaut.
2007 verkaufte Lyli Herse die Marke René Herse, verbliebenes Material und Gerätschaften an den US-Amerikaner Jan Heine aus Seattle, Washington. Nach dem Tod von Lyli Herse erfolgte die Umbenennung von Compass Cycles in René Herse Cycles. Komplette Räder werden nicht angeboten.